# Les Veines de l'Occident
Les Veines de l'Occident sont une série de bande dessinée écrite par René Durand et dessinée par Frédéric Boilet. Cette série conte les aventures d'un jeune Ibère dans la Gaule narbonnaise à la fin du IIe siècle av. J.-C. Elle est prépubliée dans Vécu et paraît en deux albums chez Glénat en 1985 et 1987.

## Intrigue
Dans la Gaule narbonnaise occupée par les Romains, les Ibères et les Volques tâchent de cohabiter. En 110 av. J.-C., Rannos, un jeune Ibère, se heurte à la fois à la rudeur des Volques et des Romains. Il affronte la guerre et ses conséquences, mais connaît aussi l'amour.

## Historique de la série
Cette série naît d'une rencontre en 1985 entre René Durand et Frédéric Boilet, pour qui Durand écrit le scénario des Veines de l'Occident.
La série est prépubliée dans Vécu à partir de 1985, puis paraît en albums chez Glénat.

## Jugements sur la série
Henri Filippini juge que l'histoire écrite par René Durand est un « récit romanesque et violent », illustré de belle façon par Frédéric Boilet avec « une étonnante maîtrise dans des planches au trait tourmenté, fin et fouillé ».

## Albums
- La Fille des Ibères, Glénat, juillet 1985, 46 planches  (ISBN 2-7234-0576-1).
- Le Cheval démon, Glénat, décembre 1987, 48 planches  (ISBN 2-7234-8921-3).